# Мариняк Ольга
Мариняк Ольга (7 вересня 1904, м. Тернопіль — 20 квітня 1939, м. Варшава) — український графік, пластунка.

## Життєпис
Ольга Мариняк народилася 7 вересня 1904 року в місті Тернополі.
1923 року закінчила навчання в Українській гімназії та реальній школі сестер Святого Йосифа м. Тернополя, 1925-го — Львівську художньо-промислову школу. Також водночас відвідувала Мистецьку школу Олекси Новаківського, у 1926—1931 роках студіювала у Варшавській академії мистецтв (викладачі Феліціан Коварський, Мілош Котарбінський та Генрик Ястшембовський).
Діяльна в організації «Пласт». Організувала у Варшаві гурток старших пластунок.
Померла 20 квітня 1939 року у Варшаві.

## Творчість
Член варшавського мистецького гуртка «Спокій». Від 1928 — учасниця художніх виставок у Варшаві (1929, 1935, 1937—1939), Львові (1931, 1935), Луцьку, Рівному, Кременці (усі — 1935).
Творила в галузі станкової графіки (техніки дереворит, літографія). Роботи зберігаються в музейних фондах та приватних колекціях.
Основні роботи: «Церква в селі Коропець», «Пластунки при ватрі», «Бабця», «Квіти», «Веслярки» (усі — поч. 1930-х рр.), «Старе місто», «Дівчата» (обидва — кін. 1930-х рр.).